# Seznam nejvyšších chrámových věží a zvonic v Evropě
Tento seznam zahrnuje 45 nejvyšších věží a zvonic v Evropě. „Starý kontinent“ je nesmírně bohatý na věže či zvonice všech slohů a rozměrů, které často dotvářejí panorama měst, jako je slavný "Steffl", věž vídeňské katedrály sv. Štěpána (Stephansdom), Katedrála svatého Petra v Kolíně nad Rýnem, nebo jako nejvyšší gotická věž kamenná na světě při velechrámu v německém Ulmu.
Nejvyšší dosud stojící historická věž v Evropě je na štrasburské katedrále Panny Marie.
Následující seznam zahrnuje prvních dvaačtyřicet věží podle výšky. Do pořadí nejsou zahrnuty kupole (pro představu, bazilika svatého Petra dosahuje výše 136 metrů). Zmiňme ještě nedostavěnou věž barcelonské katedrály Svaté Rodiny, která se svou předpokládanou výškou 172 metrů, má být nejvyšší v Evropě.

## Seznam věží
| Pořadí | Obrázek | Název                                                  | Éra výstavby                                                                                                  | Výška v metrech | Místo                |
| ------ | ------- | ------------------------------------------------------ | --- | --------------- | -------------------- |
| 1.     |         | Zvonice ulmského chrámu                                | 1377 a dokončena v roce 1890                                                                                  | 161,53 m        | Ulm                  |
| 2.     |         | Dvě zvonice katedrály v Kolíně nad Rýnem               | 1248 a dokončené v roce 1880                                                                                  | 157,38 m        | Kolín nad Rýnem      |
| 3.     |         | Věž nad křížením katedrály Notre-Dame                  | 1540, přestavěna v roce 1822                                                                                  | 151 m           | Rouen                |
| 4.     |         | Zvonice kostela svatého Mikuláše                       | 1822 | 147,3 m         | Hamburk              |
| 5.     |         | Zvonice katedrály Notre-Dame                           | 1439 | 142 m           | Štrasburk            |
| 6.     |         | Zvonice baziliky Panny Marie Královny ve Starém Lichni | 2004 | 141,5 m         | Stará Licheň         |
| 7.     |         | Zvonice katedrály svatého Štěpána                      | 1137-47, dokončena v roce 1433                                                                                | 136,44 m        | Vídeň                |
| 8.     |         | Zvonice linecké katedrály                              | 19. století, 1924                                                                                             | 134,8 m         | Linec                |
| 9.     |         | Zvonice kostela svatého Michaela                       | 1786 | 132 m           | Hamburk              |
| 10.    |         | Zvonice kostel svatého Martina                         | 1432-1500 | 130,60 m        | Landshut             |
| 11.    |         | Zvonice kostela sv. Jakuba Staršího                    | 1438 a přestavěna v roce 1962-63                                                                              | 125,42 m        | Hamburk              |
| 12.    |         | Dvě zvonice kostela Panny Marie                        | 1350 | 124,95 m        | Lübeck               |
| 13.    |         | Zvonice kostela svatého Olava                          | 1549-1625 a částečně přestavěna v roce 1842                                                                   | 124 m           | Tallinn              |
| 14.    |         | Zvonice kostela svatého Petra                          | 1409, dokončena v roce 1746                                                                                   | 123,25 m        | Riga                 |
| 15.    |         | Zvonice katedrály v Salisbury                          | 1220-1330 | 123,14 m        | Salisbury            |
| 16.    |         | Zvonice kostela svatého Petra                          | 1516 a 1878                                                                                                   | 123 m           | Hamburk              |
| 17.    |         | Zvonice katedrály Panny Marie                          | 1521 | 123 m           | Antverpy             |
| 18.    |         | Zvonice katedrály svatých Petra a Pavla                | 1713 | 122,50 m        | Petrohrad            |
| 19.    |         | Zvonice kostela Panny Marie (Vrouwekerk)               | 1465 | 122 m           | Brugy                |
| 20.    |         | Dvě zvonice katedrály v Uppsale                        | 1435, dokončené v roce 1892                                                                                   | 118,70 m        | Uppsala              |
| 21.    |         | Zvonice zvěřínské katedrály                            | 1892 | 117,50 m        | Zvěřín               |
| 22.    |         | Zvonice kostela svatého Petra                          | 1577 | 117,22 m        | Rostoky              |
| 23.    |         | Farní zvonice svaté Kateřiny                           | 1256 a dokončena v roce 1657                                                                                  | 116,70 m        | Hamburk              |
| 24.    |         | Zvonice katedrály Panny Marie                          | 1330 | 116 m           | Freiburg im Breisgau |
| 25.    |         | Nová zvonice katedrály Notre-Dame                      | 1134-50, dokončena v letech 1506-13                                                                           | 115,18 m        | Chartres             |
| 26.    |         | Zvonice katedrály Sagrada Família                      | 1920 | 115 m           | Barcelona            |
| 27.    |         | Věž nové radnice                                       | věž je pozůstatkem středověkého Pleissenburgu, na jehož místě byla v letech 1899-1905 vystavěna nová radnice. | 114,7 m         | Lipsko               |
| 28.    |         | Dvě zvonice katedrály                                  | 1230 | 114,67 m        | Lübeck               |
| 29.    |         | Věž baziliky svatého Michaela                          | 15. století a dokončena v roce 1869                                                                           | 114,60 m        | Bordeaux             |
| 30.    |         | Zvonice kostela svatého Ondřeje                        | 1503 a dokončena v roce 1890                                                                                  | 114,50 m        | Hildesheim           |
| 31.    |         | Zvonice katedrály v Morteglianu                        | 1955 | 113,20 m        | Mortegliano          |
| 32.    |         | Zvonice utrechtské katedrály sv. Martina               | 1382 | 112,32 m        | Utrecht              |
| 33.    |         | Zvonice kostela sv. Jakuba                             | 1434 a dokončeno v roce 1658                                                                                  | 112,04 m        | Lübeck               |
| 34.    |         | Věž městské radnice                                    | 1886-97 | 112 m           | Hamburk              |
| 35.    |         | Zvonice katedrály svatého Petra                        | vztyčena v roce 1888 z vůle císaře Viléma II.                                                                 | 112 m           | Šlesvik              |
| 36.    |         | Torrazzo di Cremona                                    | 13. století a dokončeno v roce 1309                                                                           | 111,12 m.       | Cremona              |
| 37.    |         | Zvonice katedrály sv. Jakuba                           | 1503 a přestavěná v roce 2008                                                                                 | 110,18 m        | Štětín               |
| 38.    |         | Zvonice Nové katedrály                                 | 1733 | 110 m           | Salamanca            |
| 39.    |         | Farní zvonice kostela Nejsvětějšího Srdce Ježíšova     | 1881-87 | 109,60 m        | Štýrský Hradec       |
| 40.    |         | Zvonice Nového kostela (Nieuwe Kerk)                   | 1496 | 108,75 m        | Delft                |
| 41.    |         | Farní zvonice kostela svatého Jana                     | 1408 | 108,71 m        | Lüneburg             |
| 42.    |         | Vrcholek Milánské katedrály                            | 1386-1892 | 108,5 m         | Milán                |
| 43.    |         | Zvonice kostela svatého Petra                          | 1170-1290, vrchol věže po druhé světové válce byl opraven v roce 1963                                         | 108,22 m        | Lübeck               |
| 44.    |         | Dvě věže záhřebské katedrály                           | 1880 | 108 m           | Záhřeb               |
| 45.    |         | Zvonice katedrály                                      | 1877-86 | 107 m           | Linköping            |
| 46.(?) |         | Věž katedrály sv. Bartoloměje                          | 1342-1884 | 102,6 m         | Plzeň                |
| 47.(?) |         | Věže katedrály sv. Václava                             | 1100-1892 | 100,65 m        | Olomouc              |
| 48.(?) |         | Věž chrámu sv. Víta, Václava a Vojtěcha                | 930-1929 | 96,6 m          | Praha                |